# Vladimir Vengerov
Vladimir Vengerov (russisk: Владимир Яковлевич Венгеров) (født 11. januar 1920 i Saratov i det Russiske SFSR, død 15. november 1997 i Sankt Petersborg i Rusland) var en sovjetisk filminstruktør.

## Filmografi
- Dva kapitana (Два капитана, 1955)[1][2]
- Gorod zazjigajet ogni (Город зажигает огни, 1958)
- Baltijskoje nebo (Балтийское небо, 1960)
- Porozjnij rejs (Порожний рейс, 1962)
- Rabotjij posjolok (Рабочий посёлок, 1965)
- Zjivoj trup (Живой труп, 1968)
- Obryv (Обрыв, 1983)